# Evangelický kostel v Holešově
Evangelický kostel v Goleszowě (pol. Kościół ewangelicki w Goleszowie) je jedním z luterských tolerančních kostelů na Těšínsku.

## Historie
Stavba zděné evangelické modlitebny v Holešově byla zahájena roku 1793 a nahradila starší dřevěnou modlitebnu z roku 1785. K modlitebně byla v letech 1850–1851 přistavěna věž. Roku 1857 byl obnoven oltář a byl zakoupen oltářní obraz. O rok později byla vytvořena kazatelna. V letech 1877–1878 byly zdi staré modlitebny zcela strženy a kostel byl vystavěn znovu a větší. Byly do něj instalovány nové varhany. Během první světové války byly zrekvírovany zvony z věže. Nové ocelové zvony byly odlity v Kapfenbergu a posvěceny byly v roce 1921, v roce 1928 byly nahrazeny zvony bronzovými, které byly zničeny během druhé světové války. V témže roce byl kostel elektrifikován nákladem goleszowské cementárny. Během přestavby interiéru v letech 1953–1954 byla přesunuta kazatelna, která dosud byla nad oltářem, k levému boku chrámové lodi. Roku 1976 byly na věži zavěšeny tři zvony pocházející z evangelického kostela v Jedlině-Zdroji.